# Rudolf Geiger
Rudolf Oskar Robert Williams Geiger (/ɡaɪɡər/; Duits: [ɡaɪɡɐ]; Erlangen, 24 augustus 1894 - München, 22 januari 1981) was een Duitse meteoroloog en klimatoloog. Hij was de zoon van indoloog Wilhelm Geiger en de broer van natuurkundige Hans Geiger. Hij werkte samen met Wladimir Köppen op het gebied van klimatologie, en verfijnde daarmee uiteindelijk de Köppen-Geiger klimaatclassificatie.
- Bibliothèque nationale de France: cb16995490h (data)
- CiNii: DA02839386
- Gemeinsame Normdatei: 118690035
- International Standard Name Identifier: 0000 0001 1845 4295
- Library of Congress Control Number: n85800384
- Mathematics Genealogy Project: 61594
- Nationale Bibliotheek van Tsjechië: mzk2009544892
- Nationale Bibliotheek van Israël: 987007592195405171
- Nederlandse Thesaurus van Auteursnamen: 119491249
- Réseau des bibliothèques de Suisse occidentale: 02-A003285823
- Système universitaire de documentation: 058587470
- Virtual International Authority File: 110009551
- WorldCat: E39PBJxrTf6GqhQBFVD8dVdG73